# Загарбник (фільм, 1936)
«Загарбник» (англ. The Invader) — американська кінокомедія Андріана Брунела 1936 року з Бастером Кітоном в головній ролі.

## Сюжет
Американський мандрівник припливає на своїй яхті в Іспанію. Там він закохується в місцеву дівчину.

## У ролях
- Бастер Кітон — Леандер Праудфут
- Лупіта Товар — Лупіта Мелез
- Лін Хардінг — Гонзало Гонзалес
- Есмі Персі — Джозе
- Андреас Маландрінос — бармен Карлос
- Кліффорд Хізерлі — Чізмен
- Хільда Морено — Карміта
- Вебстер Бут — співачка Кантіна